# Дейв (фільм)
«Дейв» (англ. Dave) — американська сатирична комедія 1993 року Айвана Райтмана.

## Сюжет
Дейв Ковік керує агенцією по працевлаштуванню і, користуючись схожістю з діючим президентом США Мітчеллом, підробляє, видаючи себе за нього. Агент секретної служби Дуейн Стівенсон вербує його, щоб він видав себе на публіці за Мітчелла, щоб приховати роман Мітчелла із співробітницею. Мітчелл під час сексу переносить серйозний інсульт, внаслідок чого голова адміністрації президента США Боб Александер та директор зі зв'язків із громадськістю Алан Рід просять Дейва продовжити свою роль. Схема Боба полягає в тому, щоб змусити віцепрезидента Гері Ненсі, хорошу людину, піти у відставку після того, як його навмисно втягнуть у скандал із заощадженнями та кредитами, а потім змусити Дейва, який буде діяти як Мітчелл, призначити Боба віцепрезидентом, після чого вони розкриють недієздатність Мітчелла, і Боб стане президентом.
Ентузіазм Дейва змінює раніше сварливий імідж Мітчелла. Дейв хоче допомогти людям та оголошує про план надати роботу кожному бажаючому американцю. Перша леді Еллен Мітчелл, яка багато років жила окремо від свого чоловіка і спочатку була переконана, що Дейв – її чоловік, дізнається, що він - самозванець. Вони зближуються. А Дейв від Алана дізнається про таємні плани Боба. Щоб помститися Дейву, Боб розкриває докази причетності Мітчелла до скандалу. Дейв представляє докази, надані Аланом, які показують, що Боб був безпосередньо замішаний у скандалі, а потім інсценує ще один інсульт, що дозволяє йому повернутися до свого попереднього життя.

## В ролях
| Актор           | Роль                                            |
| --------------- | ----------------------------------------------- |
| Кевін Клайн     | Дейв Ковік / президент США Білл Мітчелл         |
| Сігурні Вівер   | перша леді США Еллен Мітчелл                    |
| Френк Ланджелла | голова адміністрації Білого дому Боб Александер |
| Кевін Данн      | Алан Рід                                        |
| Лора Лінні      | Ренді                                           |
| Вінг Реймс      | Дуейн Стівенсен                                 |
| Чарльз Гродін   | Мюррей Блум                                     |
| Бен Кінґслі     | віцепрезидент США Гері Ненсі                    |
| Фейт Принс      | Еліс                                            |

### Камео
- Кріс Додд
- Том Гаркін
- Тіп О'Ніл
- Пол Саймон
- Роберт Новак
- Бен Стайн
- Ларрі Кінг
- Гелен Томас
- Джей Лено
- Арнольд Шварценеггер
- Олівер Стоун

## Критика
Rotten Tomatoes дав оцінку 95 % на основі 61 відгуків від критиків і 72 % від більш ніж 25000 глядачів.
Стрічка отримала номінацію на «Оскар» за найкращий оригінальний сценарій (Гері Росс), дві номінації на «Золотий глобус» за найкращий фільм — комедія або мюзикл і за найкращу чоловічу роль — комедія або мюзикл (Кевін Клайн) та на декілька інших кінопремій.